# Maksim Sacharau
Maksim Jurjewitsch Sacharau (belarussisch Максім Юр’евіч Захараў, russisch Максим Юрьевич Захаров/Maxim Jurjewitsch Sacharow; * 22. März 1992 in Homel, Belarus) ist ein belarussischer Eishockeyspieler mit der Staatsbürgerschaft der Vereinigten Arabischen Emirate, der für die Nationalmannschaft der Emirate an zwei Weltmeisterschaften (je ein Mal in der Division II und der Division III) teilgenommen hat.

## Karriere
Maksim Sacharau begann seine Karriere als Eishockeyspieler in der belarussischen Wysschaja Liga, in der er bis 2013 für Junior Minsk, Schinnik Babrujsk und die zweite Mannschaft von Metallurg Schlobin aktiv war. Anschließend wechselte er in die russische Perwaja Liga zu Sokol Nowotscheboksarsk. 2015 kehrte er in die Heimat zurück und spielte für den HK Lida bis zum Jahresende 2019 in der Extraliga. Nach einem kurzen Intermezzo beim Ligakonkurrenten HK Mahiljou wechselte er in die Vereinigten Arabischen Emirate, wo er von 2019 bis 2023 für al-’Ain Theebs spielte. Mit dem Klub aus der Oasenstadt im Emirat Abu Dhabi gewann er 2020 und 2022 die Emirates Ice Hockey League. Ab Saisonbeginn 2023 spielte er wieder in Lida, verließ den Klub aber bereits im Dezember 2023 mit unbekanntem Ziel.

### International
Für Belarus nahm Sacharau am Europäischen Olympischen Winter-Jugendfestival 2009 im polnischen Tychy teil.
Nach seiner Einbürgerung vertrat er die Vereinigten Arabischen Emirate bei den Weltmeisterschaften der Division III 2022, als er als Topscorer, bester Vorlagengeber und mit besten Plus/Minus-Bilanz zum Aufstieg in die Division II beitrug, und der Division II 2023, als er als jeweils nach seinem Landsmann Sergei Kusnezow zweitbester Torschütze (gemeinsam mit seinem Landsmann Artjom Klawdijew und dem Belgier Sam Verelst), Vorbereiter (mit dem Belgier Vadim Gyesbreghs) und Scorer zum besten Stürmer des Turniers gewählt wurde.

## Erfolge und Auszeichnungen
- 2020 Meister der Vereinigten Arabischen Emirate mit al-’Ain Theebs
- 2022 Meister der Vereinigten Arabischen Emirate mit al-’Ain Theebs

### International
- 2022 Aufstieg in die Division II, Gruppe B, bei der Weltmeisterschaft der Division III, Gruppe A
- 2022 Topscorer, bester Vorlagengeber und beste Plus/Minus-Bilanz bei der Weltmeisterschaft der Division III, Gruppe A
- 2023 Aufstieg in die Division II, Gruppe A, bei der Weltmeisterschaft der Division II, Gruppe B
- 2023 Bester Stürmer bei der Weltmeisterschaft der Division II, Gruppe B